# Gonzalo Rojas
Gonzalo Rojas, né à Lebu le 20 décembre 1917 et mort le 25 avril 2011 à Santiago des suites d'un accident vasculaire cérébral, est un poète chilien, membre de la génération de 38. Il était considéré comme le plus important poète contemporain de son pays.

## Biographie
Il est le septième fils d'un mineur. Plus tard, pendant sa jeunesse il fut le rédacteur de Antarctique, un magazine littéraire à Santiago. Rojas a aussi été professeur universitaire et chercheur des universités du Chile à Santiago et Valparaíso
Avant tout, il sera fortement encouragé dès ses débuts par Vicente Huidobro. Il a participé au groupe littéraire chilien Mandragore où il publie ses premiers poèmes.
L’ensemble de son œuvre est regroupé sous le titre Anthologie d’air publié au Mexique par le Fondo de Cultura Economica.
Lorsqu’en 1948, paraît le premier grand recueil de Gonzalo Rojas, La Misère de l’homme, la critique chilienne et latino-américaine le reconnaît comme l’une des écritures poétiques majeures de l’époque.

## Récompenses littéraires
- 1992,
  - Prix national de Littérature
  - Prix de la reine Sofia en Espagne
- 1998, Prix Octavio Paz au Mexique
- 2003, Prix Cervantes, la plus haute distinction pour un écrivain de langue espagnole.

## Œuvres
- La miseria del hombre (1948)
- Contra la muerte (1964)
- Oscuro (1977)
- Transtierro (1979)
- Críptico y otros Poemas (1980)
- Antología breve (1980)
- Del relámpago (1981)
- 50 Poemas (1982)
- El alumbrado (1986)
- El alumbrado y otros poemas (1987)
- Materia de testamento (1988)
- Antología personal (1988)
- Esquizotexto texto y otros poemas (1988)
- Desocupado lector (1990)
- Zumbido (1991)
- Antología de aire (1991)
- Las hermosas. Poesías de amor (1992)
- Cinco Visiones (1992)
- Am Grund von alledem schlaeft ein Pferd (1993)
- Carta a Huidobro y Morbo y Aura del mal (1994)
- La miseria del hombre (1995)
- Río Turbio (1996)
- 80 veces nadie (1997)
- Obra selecta (1997)
- Tres Poemas (1998)
- Diálogo con Ovidio (1999)
- Metamorfosis de lo mismo (2000)
- ¿Qué se ama cuando se ama? (2000)
- Velocities of the possible (2000)
- Requiem de la mariposa (2001)
- Hombre es baile, mujer es igualmente baile (2001)
- Antología poética (2001)
- Al silencio (2002)
- La palabra placer y otros poemas (2002)
- Del ocio sagrado (2002)
- No haya corrupción (2003)
- Poesía esencial (2003)
- L'illuminè (2003)
- Inconcluso (2003)
- Concierto; antología poética (2004)
- La reniñez (2004)
- La voz de Gonzalo Rojas (2004)
- Poemas selectos (2004)
- Del loco amor (2004)
- Mot Doeden = Contra la muerte (2005)
- XXI por egipcio (2005)
- From the Lightning. Selected Poems (2005)
- La misere de l'homme (2005)
- Man Ray hizo la foto (2005)
- Das Haus aus Luft (2005)
- Las sílabas (2006)
- Poesía Esencial (2006)
- Esquizo (2007)
- Con arrimo y sin arrimo (2010)